# Örby slott
Örby slott (en français : manoir d'Orby) est un quartier du district Hägersten-Älvsjö à Stockholm en Suède.

## Description
Örby slott est un quartier de Söderort 
Örby doit son nom au manoir d'Örby (Örby slott), situé dans le quartier, qui a également donné son nom au quartier résidentiel voisin. Le quartier moderne a été créé en 1956. Le manoir d'Örby a été construit par le noble et fonctionnaire Henrik Falkenberg (1634-1691). Falkenberg était gouverneur du comté d'Älvsborg.
La superficie du quartier est de 0,67 kilomètres carrés.
Örby slott est  principalement concentré autour de la rue Örby Slottsväg, où se trouve également le manoir d'Örby.
Le manoir est aujourd'hui loué à l'ambassade du Vietnam à Stockholm,.

## Histoire
Le complexe de petites maisons d'Örby fait partie des plus anciens regroupements de villas de Stockholm et a commencé à être agrandi à la fin du XIXème siècle. Le terrain s'étendait sur un peu plus de 600 hectares et appartenait à l'origine au manoir d'Örby, qui fut vendu en 1897 à deux exploitants fonciers, le meunier J.E. Lignell et le notaire F.P. Dalheimer.
En 1898, ils se partagèrent la propriété, partagèrent les terres et commencèrent à vendre des parcelles à des fins de développement résidentiel.
Les acheteurs étaient principalement des ouvriers et des petits fonctionnaires.
En 1904, Örby devint sa propre communauté municipale et en 1913, elle fit partie de la ville de Stockholm.
Au milieu des années 1940, les plans de ville actuels ont été établis. La zone a depuis été densifiée par étapes, des lots étant découpés et construits.
La Villa Valdorshem, démolie en 2020, faisait partie des bâtiments les plus anciens conservés d'Örby. Certaines maisons jumelées seront construites sur le site.
Les bâtiments actuels du manoir d'Örby ont été agrandis dans les années 1940.
Le quartier d'Örby slot a été formé en 1956 suite à sa sécession du quartier d'Örby.

## Galerie

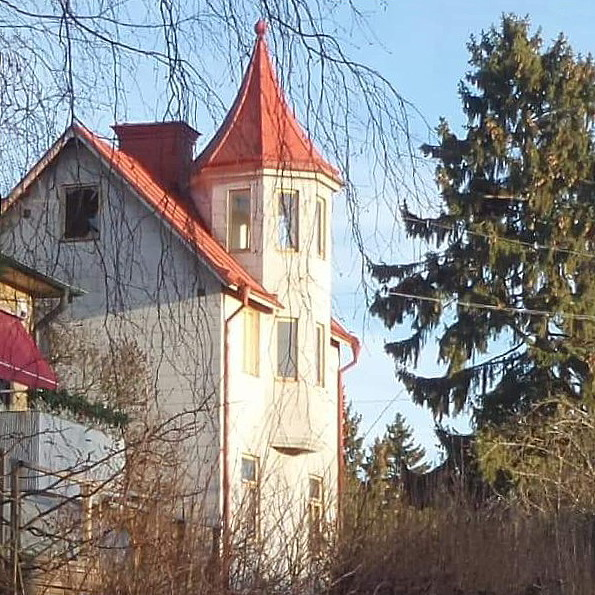
Valdorshem, mars 2019.
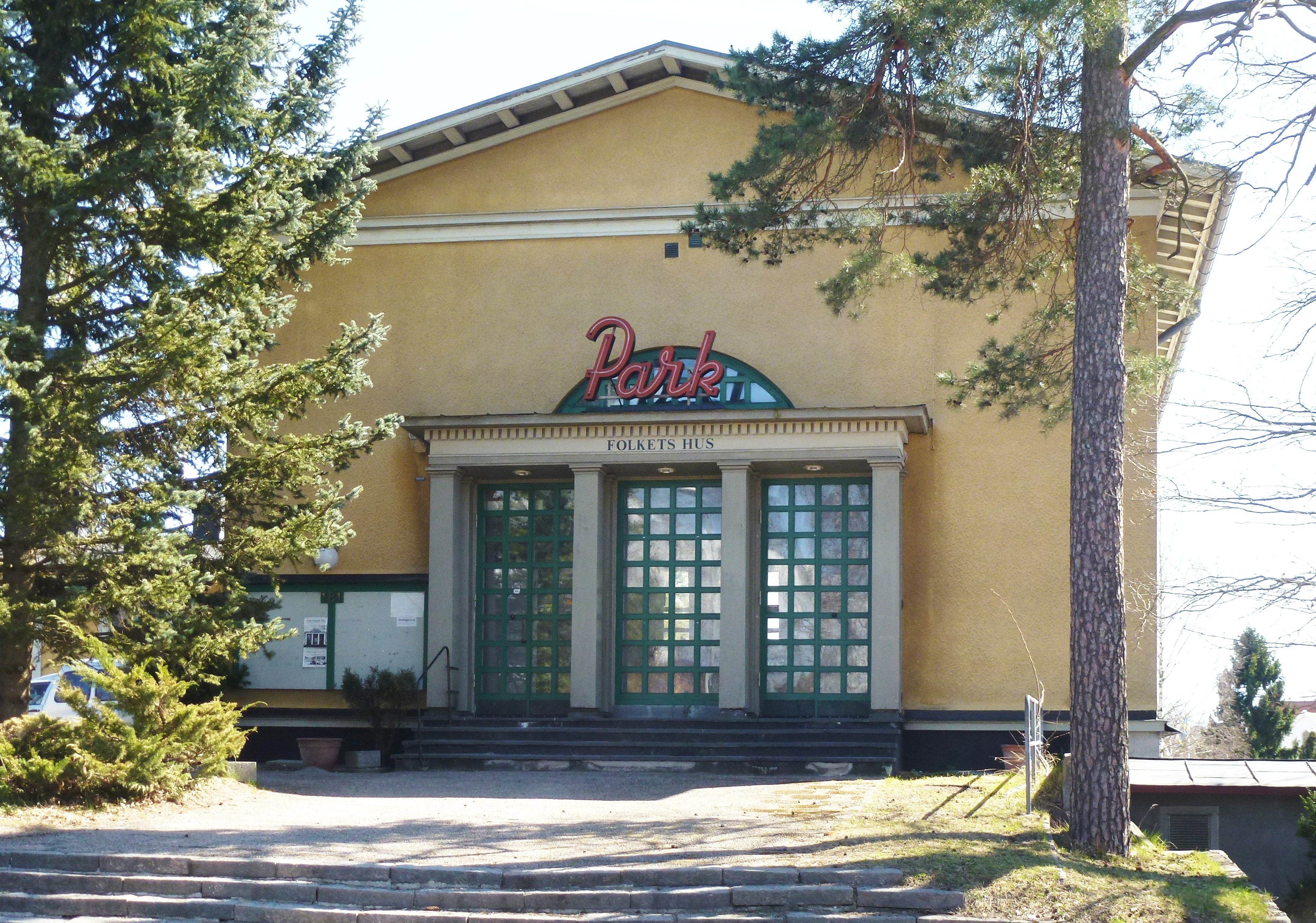
Park Folkets hus.
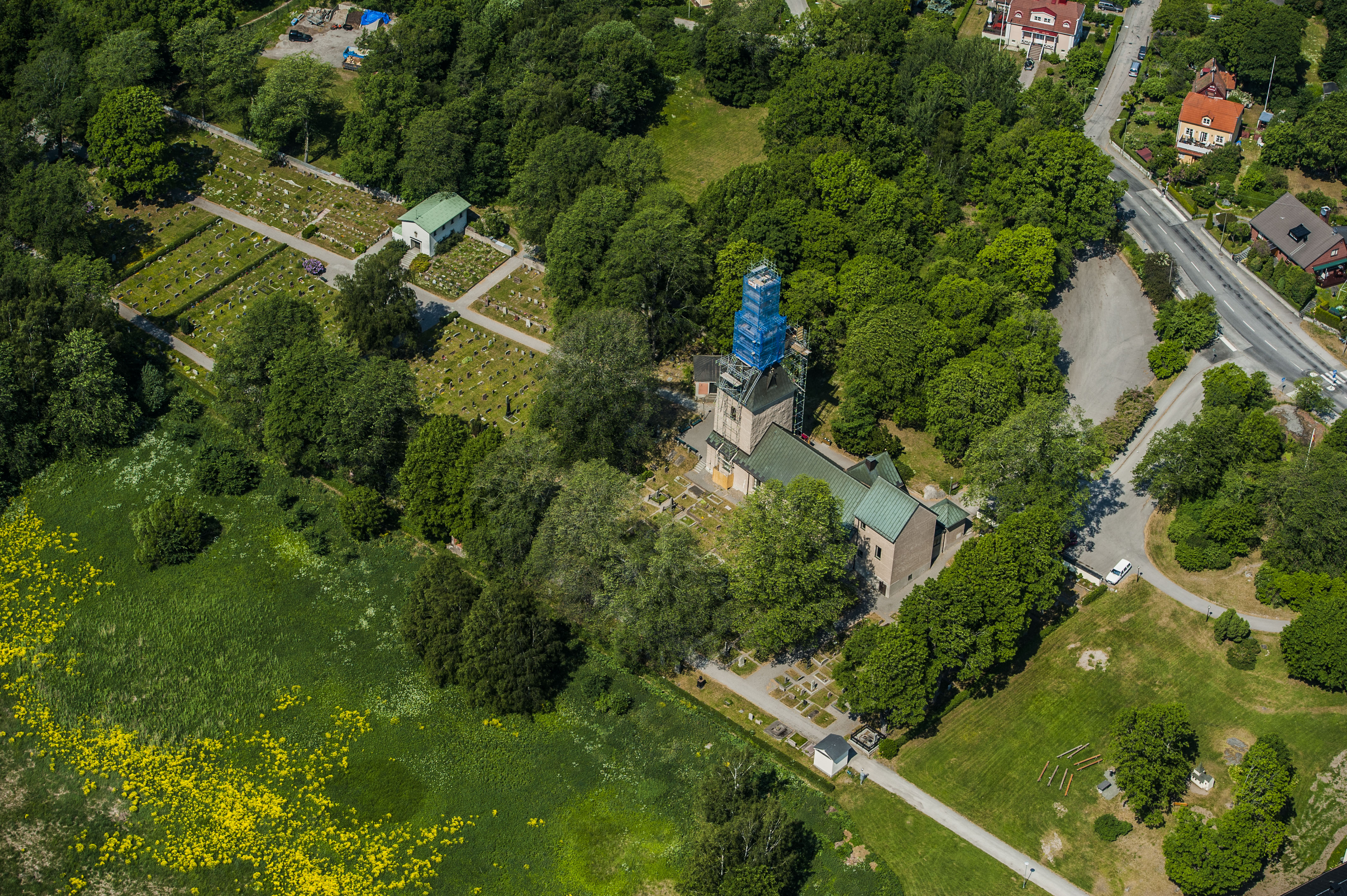
Brännkyrka.
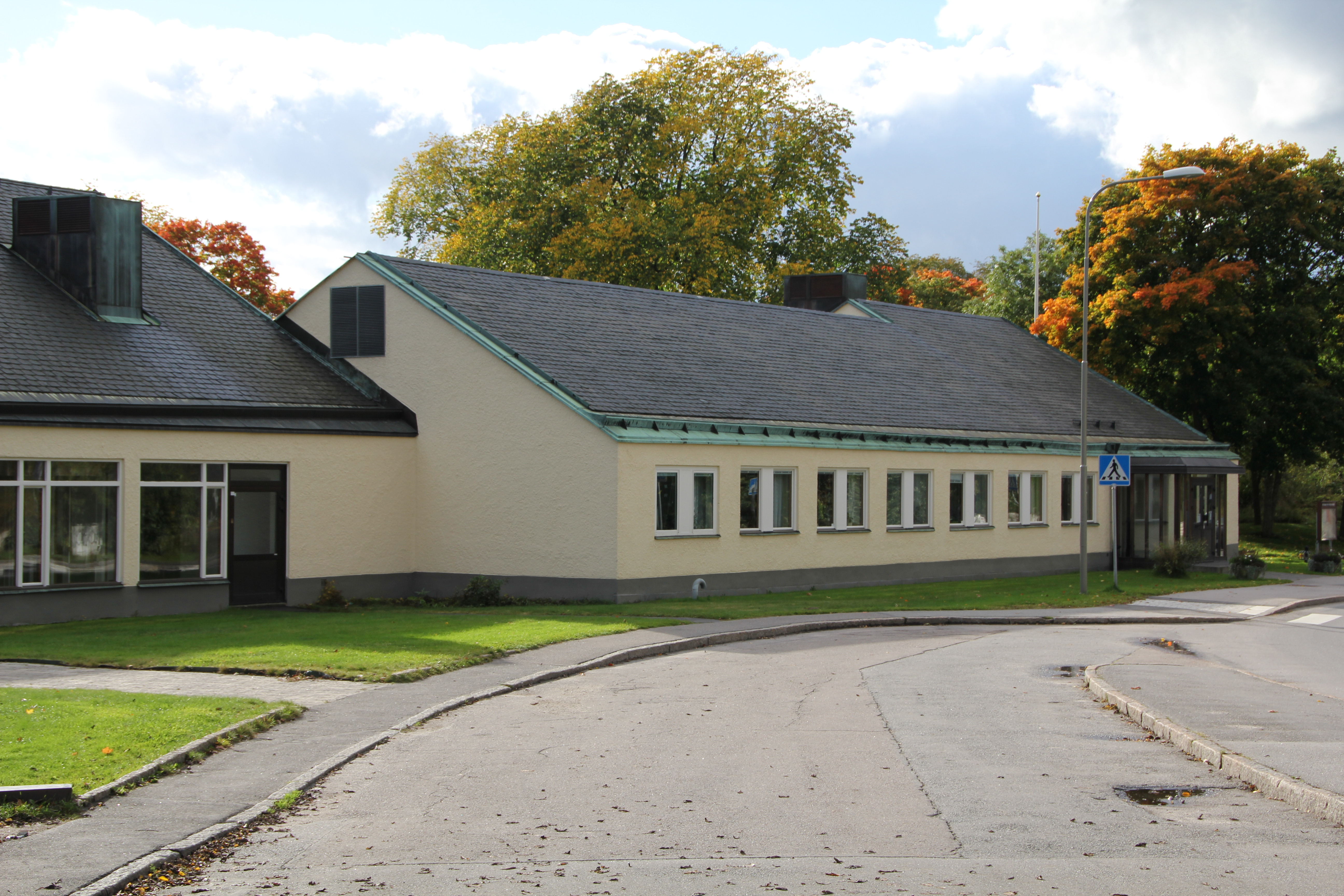
Maison paroissiale.